# 冷起元
冷起元（1519年—？），字繼貞，山東青州府益都縣人，民籍，明朝政治人物。

## 生平
嘉靖十九年（1540年）庚子科山東鄉試第五十六名。嘉靖二十年，登進士第三甲第六十二名。授内黄县知县，歷官太僕寺少卿。

## 家族
曾祖冷端；祖父冷彪；父冷昂，曾任教諭。母李氏。具庆下。弟起予、起震。